# 小行星6524
小行星6524（6524 Baalke）是一颗绕太阳运转的小行星，为主小行星带小行星。该小行星于1992年1月9日发现。

## 轨道参数
小行星6524的轨道半长轴为2.3517645 UA，离心率为0.093。